# آلیسون لاپلاکا
آلیسون لاپلاکا (انگلیسی: Alison LaPlaca؛ زادهٔ ۱۶ دسامبر ۱۹۵۹) یک هنرپیشه اهل ایالات متحده آمریکا است.
او در فیلم تیمارستان بازی کرده است.